# The Trump Building
The Trump Building es un rascacielos de 283 metros situado en el número 40 de Wall Street, Nueva York, Estados Unidos. Llamado originalmente Bank of Manhattan Trust Building, y también conocido como Manhattan Company Building, posteriormente se llamó 40 Wall Street, su dirección, cuando su dueño original se fusionó para formar el Chase Manhattan Bank. El edificio, situado entre las calles Nassau y William de Manhattan, se completó en 1930 tras solo once meses de construcción.

## Arquitectura

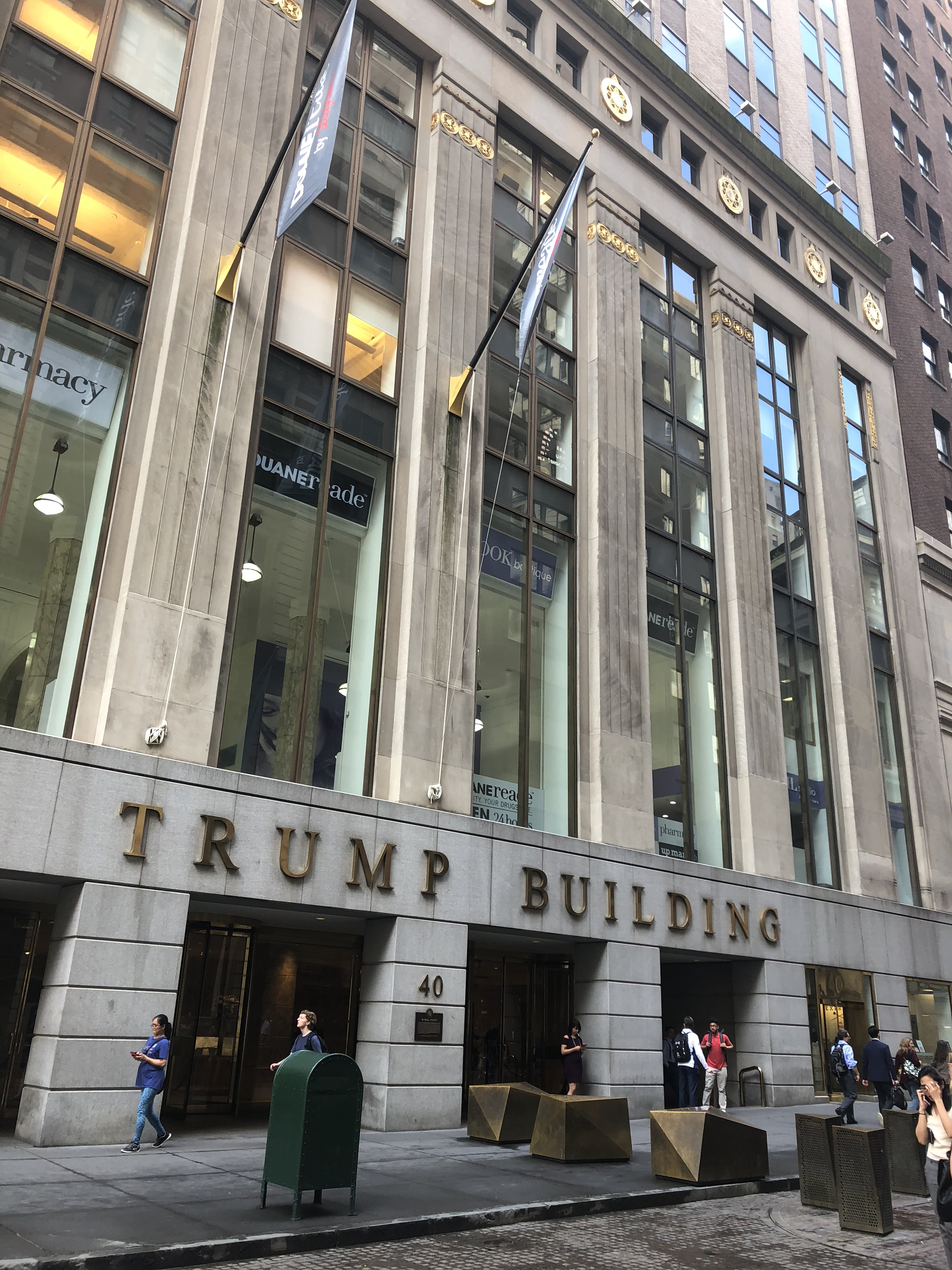
Edificio Trump

El edificio fue diseñado por H. Craig Severance, junto con Yasuo Matsui (arquitecto asociado) y Shreve & Lamb (arquitectos consultores). Edward F. Caldwell & Co. diseñó la iluminación, mientras que Der Scutt diseñó la renovación del vestíbulo y la entrada. Su antena alcanza los 283 metros de altura, que le hicieron el edificio más alto del mundo cuando se construyó, aunque fue superado en poco tiempo por el Edificio Chrysler.

## Competición por el título del edificio más alto del mundo

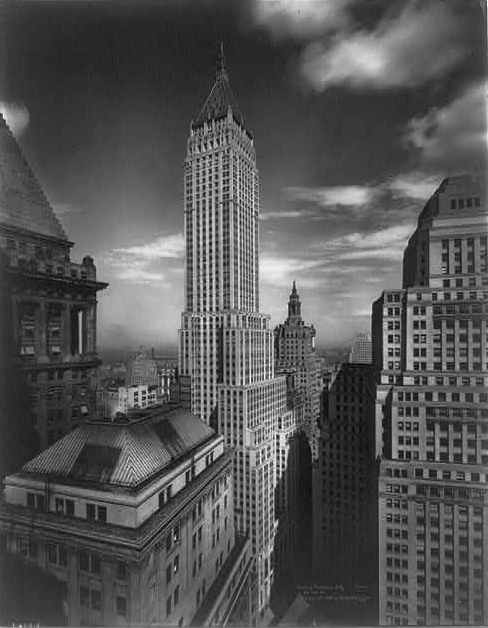
Una foto antigua del Manhattan Company Building.

La construcción del Bank of Manhattan Building en el 40 de Wall Street empezó en 1928, con una altura original de 256 m, 41 m más alto que el cercano Woolworth Building, construido en 1913. Además, el edificio se diseñó para que fuera dos pies (menos de un metro) más alto que el Chrysler, entonces en proyecto, que era un importante competidor para el título del edificio más alto del mundo. Para mantenerse en la cabeza de la carrera, los arquitectos del 40 Wall Street aumentaron su altura de 256 m y 68 plantas a 283 m y 71 plantas, que harían a su edificio el más alto del mundo cuando se completara en mayo de 1930. Sin embargo, este triunfo fue efímero.
Al norte, en el 405 de Lexington Avenue, los promotores del Chrysler estaban pensando en cómo superar al 40 Wall Street. En octubre de 1929, el magnate Walter Chrysler usó su arma secreta para ganar la carrera: se montó clandestinamente una antena de acero inoxidable de 38 m de altura en la cima del Edificio Chrysler y colocó en su lugar, lo que hizo que alcanzara los 319 m, con 77 plantas. Cuando se completó, el 28 de mayo de 1930, el Chrysler superó al 40 Wall Street y se convirtió en el edificio más alto del mundo, cumpliendo el sueño de Chrysler.

Diagrama con los edificios más altos del mundo de 1908 a 1974

Molestos por la derrota, Shreve & Lamb, arquitectos consultores del 40 Wall Street, escribieron un artículo para un periódico en el que afirmaban que su edificio era en realidad el más alto, ya que tenía la planta habitable más alta del mundo. Indicaron que el mirador del Bank of Manhattan Building estaba unos treinta metros por encima de la planta más alta del Edificio Chrysler, cuya coronación era únicamente decorativa y esencialmente inaccesible. Sin embargo, ese detalle se tornó superfluo cuando en 1931 se completó el Empire State Building once meses más tarde, que se convirtió en el edificio más alto en ambas categorías, con 381 m de altura de azotea y 443 m de altura de antena.

## Accidente de avión
La tarde del 20 de mayo de 1946, un avión Beechcraft C-45F Expediter de las Fuerzas Aéreas del Ejército de los Estados Unidos se estrelló en el lado norte del edificio. El avión se dirigía al Aeropuerto de Newark en un vuelo que despegó de la Base Aérea de Chennault de Luisiana. Chocó con la planta 58 del edificio aproximadamente a las 20:10 horas, creando un agujero de seis por tres metros en la fachada. Murieron las cinco personas a bordo del avión, incluida una oficial de los WAC. El fuselaje y el ala de avión cayeron y quedaron atrapados en el retranqueo de la planta doce. La niebla y la mala visibilidad fueron las causas de esta colisión. En el momento del accidente, el Aeropuerto LaGuardia informó de que había una fuerte niebla que redujo el techo de visibilidad a 150 metros, impidiendo por tanto la vista del terreno al piloto, que volaba a la altura de la planta 58 del edificio. Cayeron a la calle partes del avión y piezas de ladrillo y cemento del edificio, pero ninguno de los dos mil trabajadores del edificio resultó herido, ni ningún transeúnte.
Esta colisión en el 40 Wall Street fue la segunda de este estilo en la historia de Nueva York. La primera se había producido en julio del año anterior, cuando un bombardero B-25 del Ejército chocó contra la planta 78 del Empire State Building. La causa de este accidente fue también la niebla y la mala visibilidad.
El accidente de 1946 fue la última vez que un avión chocó accidentalmente con un rascacielos de Nueva York hasta el 11 de octubre de 2006, cuando un pequeño avión que llevaba al pitcher de los New York Yankees Cory Lidle chocó contra un edificio residencial de cincuenta plantas en el Upper East Side de Manhattan.

## Decadencia y resurgir

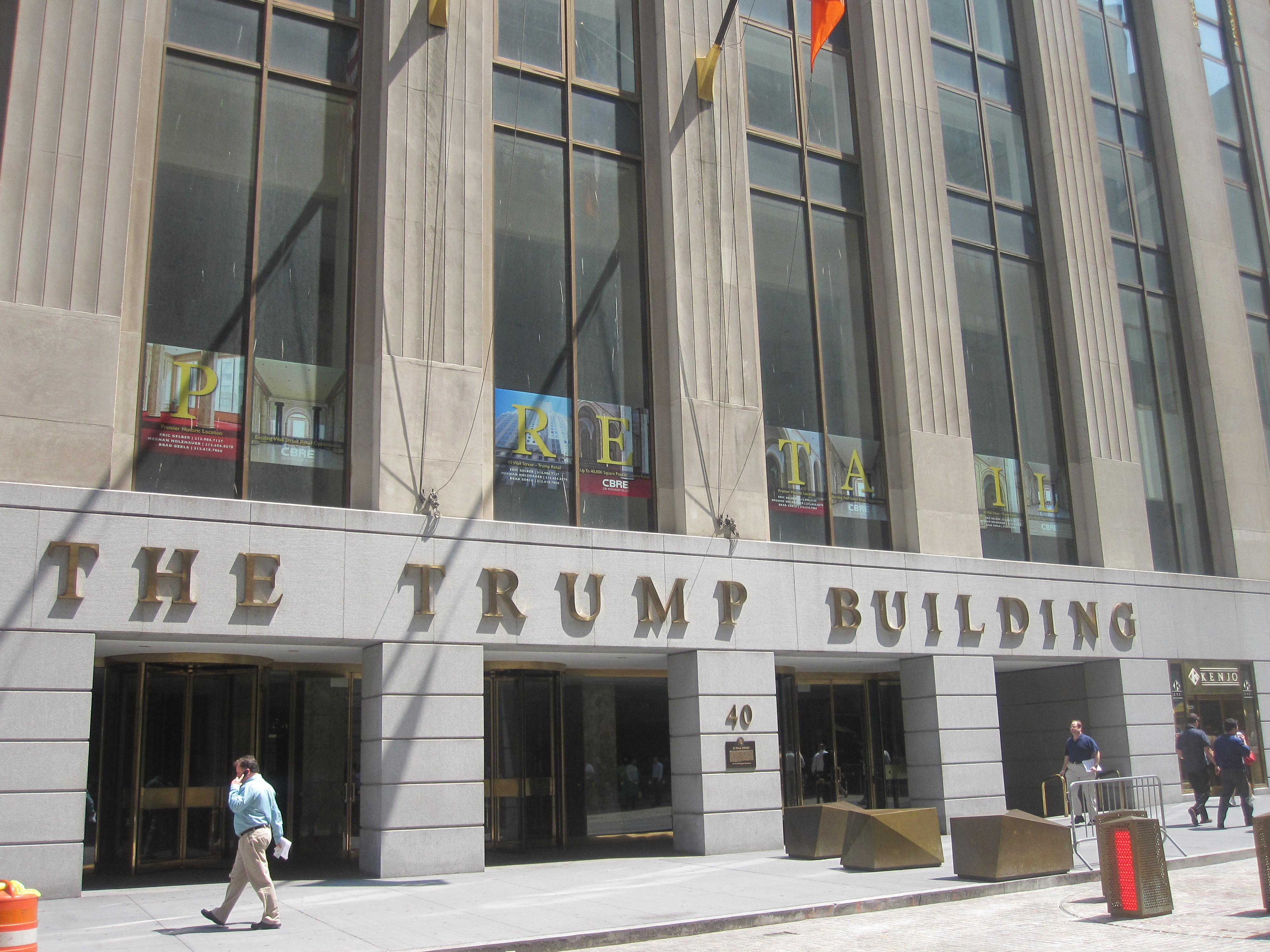
Parte inferior del 40 Wall Street.

En 1982, Joseph J. y Ralph E. Bernstein compraron el 40 Wall Street. Posteriormente se descubrió que actuaban en nombre de Ferdinand E. Marcos, el presidente de Filipinas. Cuando Marcos perdió el poder y se embargaron sus bienes en los Estados Unidos, el edificio se quedó en el limbo.
En 1995, tras años de abandono, Donald Trump compró el 40 Wall Street y lo renombró The Trump Building. Pensaba transformar la mitad superior en espacio residencial, dejando la mitad inferior como oficinas. Sin embargo, el coste de convertirlo en espacio residencial resultó ser demasiado alto, y continúa siendo 100% oficinas. Intentó vender el edificio en 2003, esperando ofertas de más de 300 millones de dólares, pero al no materializarse ninguna oferta, Trump sigue siendo el propietario del edificio. En el noveno episodio de la cuarta temporada de la serie The Apprentice, emitido el 17 de noviembre de 2005, Trump afirmó que solo pagó un millón de dólares por la edificación, pero que en realidad valía cuatrocientos millones. En el programa The Billionaire Inside de CNBC, emitido el 17 de octubre de 2007, Trump repitió que pagó un millón por el edificio, pero dijo que su valor era de seiscientos millones, doscientos millones más que dos años antes.
También afirmó que compró el edificio por un millón de dólares en el libro de 2005 Trump Strategies for Real Estate: Billionaire Lessons for the Small Investor ("Estrategias inmobiliarias de Trump: Lecciones de un multimillonario al pequeño inversor"), escrito por George H. Ross (su asesor jurídico). Sin embargo, según otras fuentes, Trump pagó diez millones de dólares por el edificio.
En 1998, el edificio fue designado un New York Landmark ("Monumento de Nueva York") por la Comisión para la Preservación de Monumentos Históricos de Nueva York.
La torre fue el edificio más alto ubicado en la parte central (frente a los extremos que suelen ser solares más codiciados) de una manzana en Nueva York hasta la finalización del One57 en 2014.